# Observatori Las Campanas
L'Observatori Las Campanas (LCO), és un observatori astronòmic operat pel Carnegie Institution for Science de Washington. Està localitzat a la serralada dels Andes de la Regió d'Atacama, a 27 quilòmetres a nord de l'Observatori La Silla (situat a la Regió de Coquimbo), i la ciutat més propera a l'observatori és Vallenar, Xile.

## Telescopis
- Giant Magellan Telescope
- Magellan Telescopes - Bessons de 6,5 m, batejats Walter Baade (15 de setembre de 2000) i Landon Clay (7 de setembre de 2002)
- Telescopi Irénée du Pont (1977) - 2.5 m
- Telescopi Henrietta Swope (1971) - 1 m

## Galeria de fotos

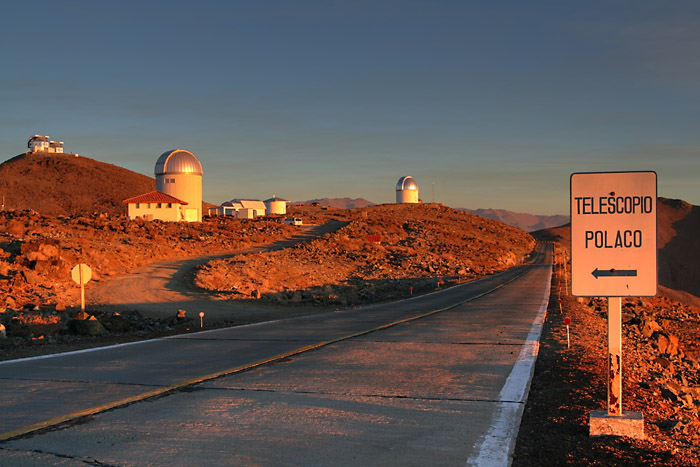
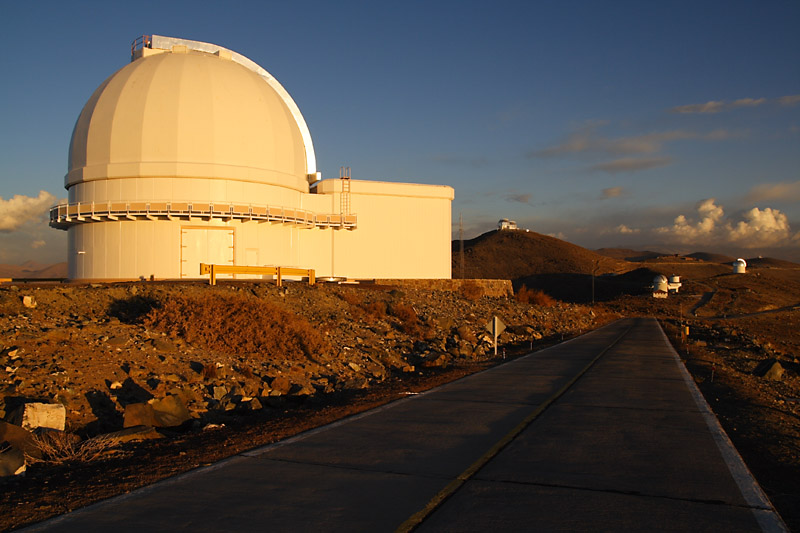
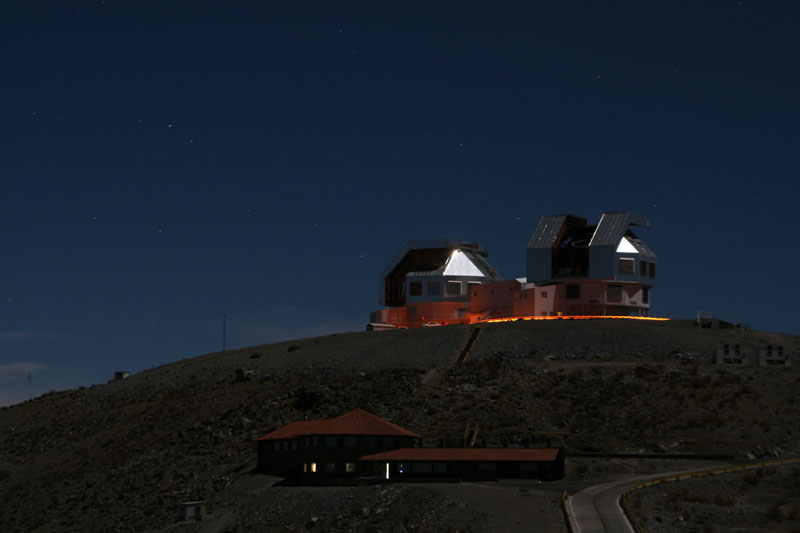
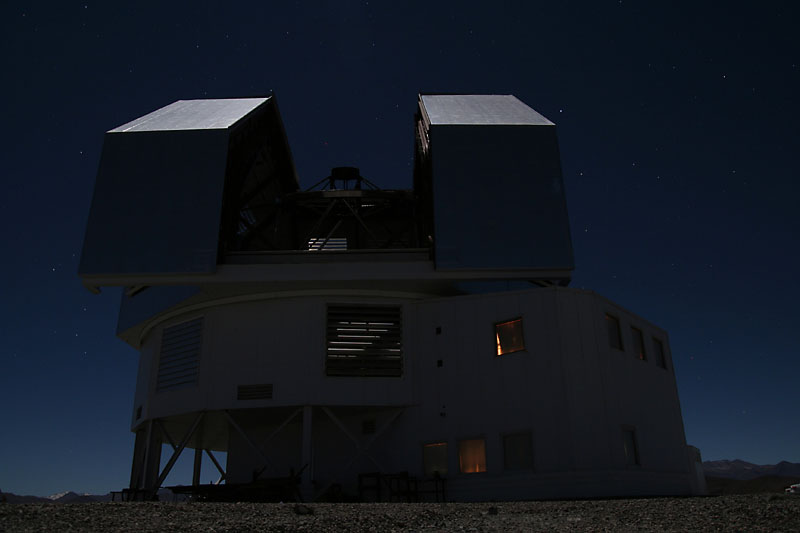
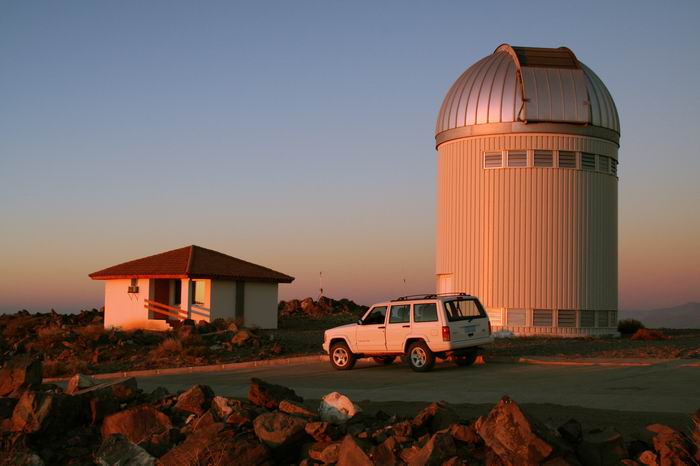
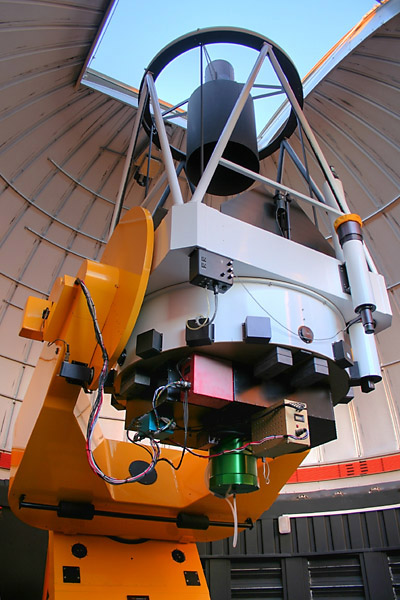
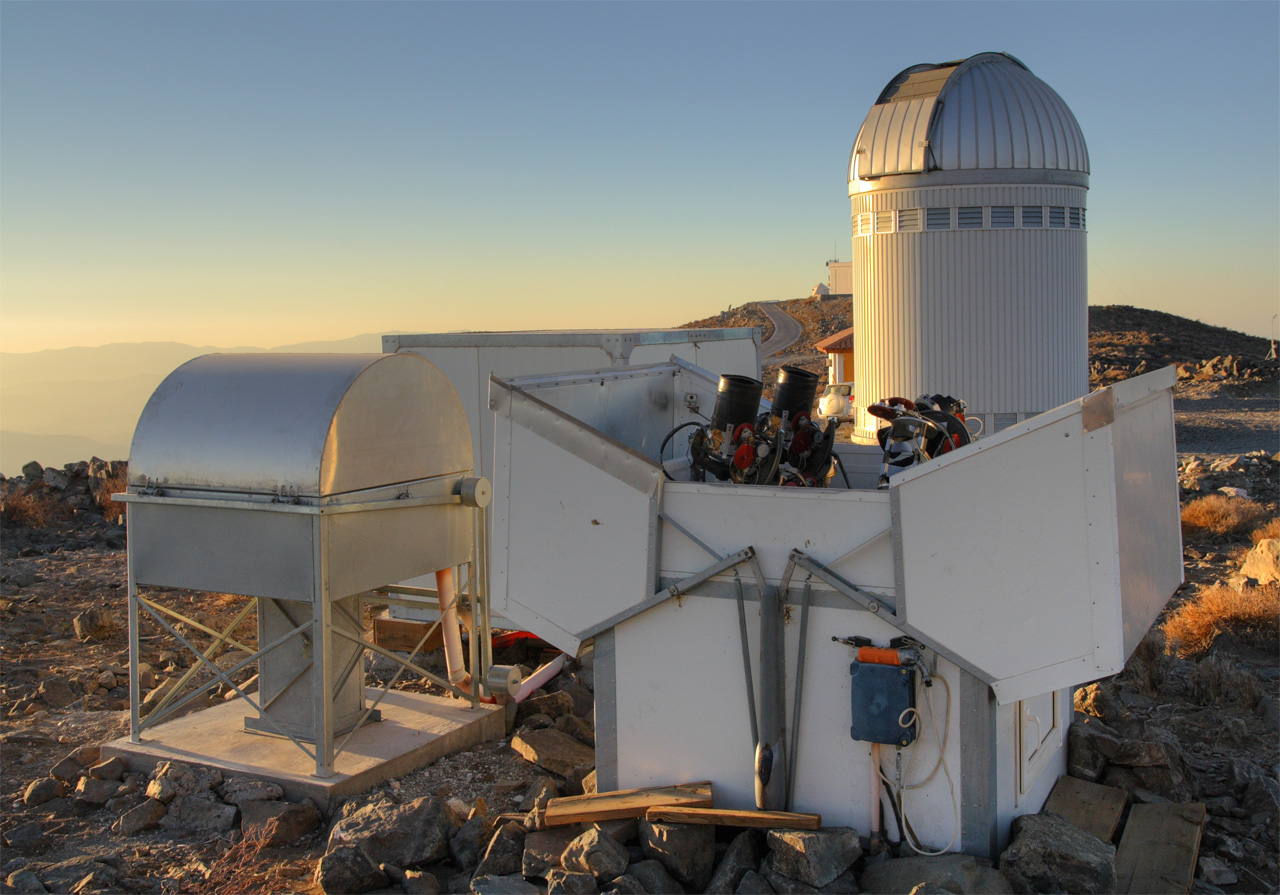